# 스타니슬라프 야네프스키
스타니슬라프 루메노프 야네프스키(불가리아어: Станислав Руменов Яневски, 1985년 5월 16일~)는 불가리아의 배우로 영화 《해리 포터와 불의 잔》에서 빅터 크룸 역할로 잘 알려져 있다. 소피아에서 태어났으며, 잉글랜드와 이스라엘에서 살기도 하였다. 영국에서 밀 힐 학교를 다녔다. 이 학교에서 4년이 지났을 무렵, 복도에서 대화를 하고 있던 그의 음성을, 그 학교를 방문한 캐스팅 디렉터 피오나 위어가 우연히 들었던 것을 계기로 오디션을 받는다. 그로 인해 해리 포터의 빅터 크룸 역으로 캐스팅되었다. 빅터 크룸도 불가리아인이라는 설정이다. 그는 또한 호스텔 2에서도 미로슬라프 역으로 등장하였다.

## 출연 작품
- 《해리 포터와 불의 잔》- 빅토르 크룸 역